# Casos de Frankfurt
Los Casos de Frankfurt (también conocidos como Contra-ejemplos de Frankfurt o Casos de estilo Frankfurt) fueron propuestos por el filósofo Harry Frankfurt en 1969 como contra-ejemplos al principio de posibilidades alternativas (PPA), que sostiene que un agente es moralmente responsable de una acción si y solo si el agente podría haber actuado de otro modo.   

## Principio de Posibilidades Alternativas
El principio de posibilidades alternativas (PPA) forma parte de un influyente argumento sobre la incompatibilidad entre responsabilidad y el determinismo causal, a menudo llamado el argumento central para el incompatibilismo. Fue formulado por el libertario Robert Kane. Este argumento se detalla a continuación:
(1) PPA: Un agente es responsable de una acción solo si dicho agente podría haber hecho lo contrario.
(2) Un agente podría haber hecho lo contrario solo si el determinismo causal es falso.
(3) Por lo tanto, un agente es responsable de una acción solo si el determinismo causal es falso.
Tradicionalmente, los compatibilistas (defensores de la compatibilidad entre el libre albedrío y el determinismo, como A. J. Ayer, Walter Terence Stace y Daniel Dennett) rechazan la segunda premisa, argumentando que, entendido adecuadamente, el libre albedrío no es incompatible con el determinismo. De acuerdo con el análisis compatibilista tradicional del libre albedrío, un agente es libre de hacer lo contrario cuando habría hecho lo contrario si hubiera querido hacer lo contrario. Los agentes pueden poseer libre albedrío, según el análisis condicional, incluso si el determinismo es verdadero.

## Objeciones de Frankfurt
A partir de la definición del PPA, "una persona es moralmente responsable de lo que ha hecho si hubiera podido hacerlo de otra manera", Frankfurt deduce que una persona no es moralmente responsable de lo que ha hecho si no hubiera podido hacerlo de otra manera, un punto con el cual él disiente: nuestra capacidad teórica de hacer lo contrario, dice, no nos permite hacerlo de otra manera necesariamente.
Los casos de Frankfurt son significativos porque sugieren una forma alternativa de defender la compatibilidad entre la responsabilidad moral y el determinismo, en particular rechazando la primera premisa del argumento PPA. Según esta opinión, la responsabilidad es compatible con el determinismo porque la responsabilidad no requiere la libertad de hacer lo contrario.

Los ejemplos de Frankfurt involucran a agentes que son intuitivamente responsables de su comportamiento, aunque carecen de la libertad para actuar de otra manera. Aquí hay un caso típico:
Donald es un demócrata y es probable que vote por los demócratas; de hecho, solo en una circunstancia particular no lo hará: si piensa en la posibilidad de una inminente derrota estadounidense en Irak justo antes de la votación. La Sra. White, representante del Partido Demócrata, quiere asegurarse de que Donald vote al Partido Demócrata, por lo que secretamente coloca un dispositivo en la cabeza de Donald que, si se activa, lo obligará a votar Demócrata. No deseando revelar su presencia innecesariamente, la Sra. White planea activar el dispositivo solo si Donald piensa en la Guerra de Irak antes de votar. A medida que evolucionan los acontecimientos, Donald no piensa en Irak antes de votar, por lo que la Sra. White no ve ninguna razón para activar el dispositivo, y Donald vota a Demócrata por su propia voluntad. Aparentemente, Donald es responsable de votar a los demócratas, aunque, debido al dispositivo de la Sra. White, carece de libertad para hacer lo contrario.
Si Frankfurt está en lo correcto al sugerir que Donald es moralmente responsable de votar como Demócrata y que no tiene libertad para hacer lo contrario, la responsabilidad moral, en general, no requiere que un agente tenga la libertad de hacerlo de otra manera (es decir, el principio de posibilidades alternativas es falso). Por lo tanto, incluso si el determinismo causal es verdadero, e incluso si el determinismo elimina la libertad de hacer lo contrario, no hay razón para dudar de que las personas aún puedan ser moralmente responsables de su comportamiento.
Habiendo presentado su contraargumento en contra del principio de posibilidades alternativas, Frankfurt sugiere que este debe ser revisado para tener en cuenta la falacia de la noción de que la coerción exime a un agente de su responsabilidad moral. Debe ser solo debido a la coacción que el agente actúa como lo hace. La mejor definición, según sus cálculos, es ésta: "[Una] persona no es moralmente responsable de lo que ha hecho si lo hizo solo porque no podría haberlo hecho de otra manera".

## Críticas
Una de las primeras objeciones planteadas por los opositores de los casos de Frankfurt es un dilema dual. Esta objeción fue planteada especialmente por filósofos como Widerker, Ginet y Kane. El dilema se centra en la conexión entre la inclinación del agente y la decisión del agente. Esta conexión puede ser determinista o indeterminista.
Si la conexión entre la inclinación del agente y la decisión del agente es determinista, entonces los defensores de los casos de estilo Frankfurt están cometiendo una falacia de petición de principio. Una conexión determinista es una falacia de petición de principio porque los defensores de los casos de estilo Frankfurt están asumiendo lo que se está debatiendo: que la responsabilidad moral no requiere posibilidades alternativas o la capacidad de hacer lo contrario. Supongamos que la inclinación del agente es causalmente suficiente para llevar a cabo la decisión del agente. Esto significaría que el agente estaba decidido a tomar esa decisión antes de tomar cualquier tipo de decisión. Por lo tanto, el agente no llegó libremente a la decisión por razones propias. Los opositores de los casos de Frankfurt afirmarían de inmediato que el agente no es moralmente responsable. Esto se debe a que están operando desde la idea de que la responsabilidad moral requiere libre albedrío. Por lo tanto, si los casos de Frankfurt operan dentro de un marco metafísicamente determinista, entonces los proponentes de los casos del estilo de Frankfurt no pueden esperar razonablemente que sus oponentes estén convencidos. Además, los casos al estilo de Frankfurt cometerían una falacia de petición de principio, ya que derivan responsabilidad moral de un escenario completamente determinista.
Por otro lado, si la conexión entre la inclinación del agente y la decisión del agente es indeterminista, entonces los opositores de los casos de Frankfurt argumentan que el agente tiene la capacidad de hacer lo contrario. Esto es problemático para los defensores de los casos de Frankfurt, ya que se supone que deben mostrar una situación en la que un agente es moralmente responsable de la decisión y, sin embargo, no puede realmente hacerlo de otra manera. Supongamos que la inclinación del agente y la decisión del agente son indeterministas. Esto significa que la inclinación del agente no es necesariamente indicativa de lo que será la decisión del agente. Por lo tanto, es posible que el agente muestre la inclinación correcta, evade el dispositivo del ordenador, pero luego tome la decisión "incorrecta". Incluso si el dispositivo se activa después de la "decisión equivocada", el agente todavía tiene la capacidad de hacer lo contrario. Este tipo de caso de Frankfurt no presentaría una situación en la que un agente es moralmente responsable y carece de posibilidades alternativas.

## Respuestas
El dilema dual ha recibido varias respuestas. Una respuesta ha sido argumentar que una conexión determinista en realidad no comete una falacia de petición de principio. Fischer ha defendido esta respuesta argumentando que el caso de Frankfurt no puede ser independiente, sino que debe tomarse junto con otros argumentos. Se supone que estos otros argumentos muestran que el determinismo causal en sí mismo (y aparte de descartar posibilidades alternativas) no amenaza la responsabilidad moral.
Una segunda respuesta es revisar los casos de Frankfurt. Esta revisión consiste en crear un caso con una conexión indeterminista explícita donde el agente todavía es moralmente responsable sin ninguna posibilidad alternativa. Este tipo de casos de Frankfurt lo hacen incorporando zonas de "amortiguamiento" que actúan para eliminar posibilidades alternativas.
El éxito de estas respuestas todavía se está debatiendo. Queda por verse si los casos del estilo de Frankfurt tienen éxito en mostrar lo que Harry Frankfurt pretendía que mostraran.

## Legado
Michael Otsuka proporciona una respuesta más específica a los problemas propuestos con los contra-ejemplos de Frankfurt. En su artículo, Otsuka dice, "mi estrategia es proponer que el Principio de Posibilidades Alternativas sea rechazado en favor de un principio incompatibilista diferente", es decir, diferente del de Frankfurt, "al que llamo 'Principio de culpa evitable'".

## Otras lecturas
- Kadri Vihvelin (1 de marzo de 2011). «Arguments for Incompatibilism».  En Edward N. Zalta, ed. The Stanford Encyclopedia of Philosophy (Spring 2011 edición).
- «Free Will». Stanford Encyclopedia of Philosophy. August 2018.

- Datos: Q5490863